# 男性型多毛症

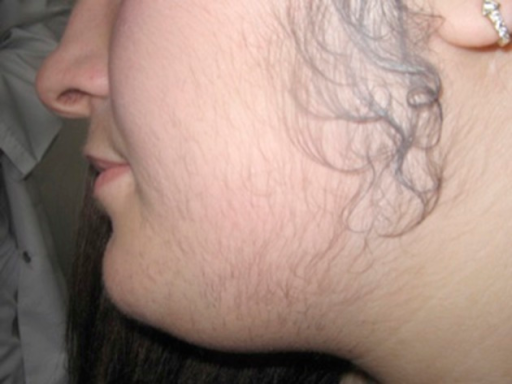
多嚢胞性卵巣症候群と非典型的先天性副腎過形成を有する女性患者にみられた多毛症

(男性型) 多毛症（だんせいがたたもうしょう、英: Hirsutism）とは、通常は目に見える体毛が無いか少ない部位に過剰な体毛が生えている状態である。特に女性や小児に成人男性様の体毛が見られる場合に用いる。この言葉は17世紀初頭に生まれたもので、「毛深い」を意味するラテン語のhirsutusに由来する。特に思春期以降の女性に発症した場合は、より深刻な病状の兆候である可能性がある。 男性型多毛症に対する文化的偏見は、大きな心理的苦痛や社会的困難を引き起こす可能性がある。特に顔面の多毛症を理由とする差別は、しばしば社会的な場から患者を遠ざけ、不安や抑鬱症状を引き起こす原因となる。
多毛症は通常、副腎、卵巣、中枢性などの内分泌系の不均衡が根底にある。 アンドロゲンの上昇が原因となる場合もある。毛髪の量と部位は（修正）フェリマン・ガルウェイ スコアにより評価する。身体のあらゆる部位に過剰な発毛が見られる多毛症（英: Hypertrichosis）とは区別される。
治療には経口避妊薬、抗アンドロゲン剤、インスリン抵抗性改善薬が用いられる。
多毛症は民族的背景に拘らず女性の5～15％が罹患する。定義と基礎データにより異なるが、女性の約40％がある程度の顔面毛を有している。男性型多毛症の約10～15％は原因不明の特発性である。

## 原因
男性型多毛症の原因は、内分泌系のバランスの乱れとそれ以外の病因とに分けられる。まずは過剰な体毛の分布部位を特定することが重要となる。体毛分布が成人男性型であった場合、血中アンドロゲン増加―アンドロゲン過剰症―を示唆している。しかしアンドロゲンに関係のない他のホルモンでも多毛症が引き起こされることがある。男性型多毛症の原因特定のためには、詳細な病歴聴取が必要である。発毛が全身に及んでいる場合は別の多毛症（Hypertrichosis）であり男性型多毛症ではない。

### 内分泌系の原因
男性型多毛症の原因となる内分泌疾患には下記の例がある：
- 多嚢胞性卵巣症候群（PCOS）などの卵巣嚢腫は、女性の多毛症の原因として最多である[12]。
- 副腎腫瘍、副腎皮質腺腫（英語版）、副腎皮質細胞癌（英語版）、副腎過形成症に伴う下垂体腺腫（クッシング症候群）[13]
- 先天性副腎過形成などの先天性ステロイド代謝異常症（英語版）（21-水酸化酵素欠損症（英語版）など）[13]
- 先端巨大症や巨人症（成長ホルモンおよびインスリン様成長因子1の上昇）、通常下垂体腫瘍に伴うもの[13]

### 内分泌系以外の原因
アンドロゲン過剰症を除く男性型多毛症の原因疾患には下記の例がある：
- 家族性：アンドロゲン量正常な男性型多毛症の家族歴[14]
- 薬剤性：多毛症発現前に使用した薬剤。使用中止並びに他成分への変更を推奨する[15]。
  - ミノキシジル[16][17]
  - テストステロン、筋肉増強ステロイド、アンドロゲン作用のあるプロゲスチン[14][15]などのアンドロゲン作用薬
- バルプロ酸およびメチルドパ[14][15]
- 妊娠：ホルモンバランスの変化による[18]
- 特発性（英語版）：男性型多毛症の原因が見当たらない場合は、除外診断により特発性とされる[15]。この場合、月経周期および通常測定されるアンドロゲン（テストステロン、アンドロステンジオン、硫酸デヒドロエピアンドロステロン（英語版））は正常である[19]。女性の男性型多毛症の内10～15%が特発性である[10]。特発性男性型多毛症では毛包でのジヒドロテストステロン（DHT）産生が亢進しており、そのアンドロゲン過剰作用により発症していると思われる[10]。DHTおよびDHT代謝物の濃度測定により確認できる[10]。
  - Riceら（2016）は形質不一致な非遺伝的マーカー[訳語疑問点]の後生的継承（epigenetic inheritance）が特発性多毛症の原因であるとした。これは現代の臨床検査技術で検出可能である[20]。

| 原因疾患                   | 概要 | 徴候・症状 |
| -------------------------- | --- | --- |
| 多嚢胞性卵巣症候群（PCOS） | PCOSは過剰アンドロゲンを特徴とする疾患であり、多毛症、月経不順、ひいては不妊症に繋がることがある。過剰アンドロゲンは視床下部-下垂体-性腺系の正常なホルモンバランスを乱すことでこれらの症状を引き起こす。PCOSでは、顔（上唇、顎、顎のラインなど）、胸部、腹部、背中に発毛がみられる場合がある。                                                                        | ロッテルダム基準の3つのうち2つ以上を満たす。 - 希発月経（月経周期が39日以上3ヶ月以内） - アンドロゲン過剰症を示す臨床症状または生化学的検査結果 - 超音波検査による多嚢胞卵巣の所見 |
| クッシング症候群           | クッシング症候群では、内因性または外因性にコルチゾール値が上昇する。内因性クッシング症候群の原因の一つは副腎皮質刺激ホルモン分泌性下垂体腺腫であり、この腺腫は下垂体からのコルチゾールだけでなくアンドロゲンの分泌増加にも関係している。 | クッシング症候群の代表的な症状には、多毛症、体重増加、顔周囲の脂肪蓄積、腹部線条、月経不順などがある。                                                                             |
| 先天性副腎過形成症（CAH）  | CAHの原因となる酵素欠損の内、最も多いものは21-β-水酸化酵素の欠損症である。CAHでは酵素の欠損により正常なコルチゾール合成が進行せずアンドロゲン前駆体が蓄積し、男性ホルモン合成経路に送られて、アンドロゲン産生が増加する。古典的CAHでは胚発達時のアンドロゲン増加により性器の形態異常が生じるので出生時に発見されるが、非古典的CAHでは思春期に無排卵として発見される。 | 非古典的CAHの症状はPCOS同様である。17-ヒドロキシプロゲステロンが増加する。 |
| 男性ホルモン産生腫瘍       | 副腎または卵巣の腫瘍によりアンドロゲン量が上昇する。 | 急速な男性化の発現と進行 |
| その他の原因ホルモン       | 先端巨大症：インスリン様成長因子1の上昇 甲状腺機能亢進症／甲状腺機能低下症：甲状腺ホルモンの増加／減少 高プロラクチン血症：プロラクチンの上昇 | 其々の原因疾患による症状が見られる。 |

## 診断
男性型多毛症は成人男性型の終毛が異常に成長する臨床症状である。より広範な検査をする前に全身を診て、男性型の体毛増加と全般的な発毛増加を鑑別する必要がある。男性型多毛症の評価法の一つはフェリマン・ガルウェイ スコアを用いるもので、発毛量と発毛部位を点数化して評価する。フェリマン・ガルウェイ スコアのカットオフ値は、民族的背景に基づく体毛の濃さを考慮して様々に設定される。
男性型多毛症が軽度であっても、多嚢胞性卵巣症候群（PCOS）の併存確率が高いので診断においては排卵と卵巣超音波検査を、更には非古典的21-水酸化酵素欠損症の有無を確かめるために17α-ヒドロキシプロゲステロンの検査を実施すべきである。また 男性型多毛症の患者は血清中硫酸デヒドロエピアンドロステロン（Dehydroepiandrosterone sulfate; DHEA-S）値の上昇を示すことがあるが、副腎性アンドロゲン過剰症の悪性および良性の病因の鑑別には、更なる画像診断が必要である。DHEA-S > 700 μg/dLの場合は副腎機能異常、特に21-水酸化酵素欠損性先天性副腎過形成を示唆している。しかしPCOSおよび特発性男性型多毛症を合わせると症例の9割以上を占める。

## 治療
男性型多毛症の治療は、体毛の成長を患者が苦痛に感じる場合に実施される。主としてアンドロゲン産生/活性を阻害する薬物療法と美容電気脱毛や光脱毛などの直接的脱毛である。これらは単独でも組み合わせても用いられる。

### 薬物療法
通常用いられる薬剤は、抗アンドロゲン薬、インスリン抵抗性改善薬、経口避妊薬である。其々の薬剤で有効性が確認されているが、インスリン抵抗性改善薬の有効性は他の2つよりも高い。これらは患者の治療目標に沿って組み合わされる。抗アンドロゲン薬は体内のテストステロンやジヒドロテストステロン（DHT）等のアンドロゲン作用を阻害する薬物であり患者にとって最も重要な多毛症治療薬であるが、催奇形性の可能性があるため妊娠中または妊娠を望む患者には推奨されない。経口避妊薬の単剤療法が他の治療法に勝るというデータは存在しない。
薬物一覧：
- ビカルタミド：純粋な抗アンドロゲン薬である[33][34][35]。フルタミドと同等の有効性を示し、安全性と忍容性はより良好である[33][34][35]。
- 経口避妊薬：エチニルエストラジオール等のエストロゲンとプロゲスチンを含む経口避妊薬の有効性が証明されている[36][1]。これらは機能的な抗アンドロゲン薬である。更に一部の薬剤には、抗アンドロゲン活性を有するプロゲスチンを含むものがある[37]。例として、酢酸シプロテロン、酢酸クロルマジノン、ドロスピレノン、ジエノゲスト（英語版）を含む避妊薬がある[37][38]。
- 酢酸シプロテロン：抗アンドロゲンとプロゲストーゲンの二重作用薬である[39]。単剤以外にも、低用量で複合経口避妊薬の一部にも配合されている（下記参照）[39]。肝障害のリスクがあるので、第一／第二選択薬としては推奨されない[40][41][38][42]。
- エフロルニチン：毛包の成長に必要なプトレシンを阻害する[43]。
- フィナステリドおよびデュタステリド：5α-還元酵素阻害薬（英語版）である[38]。これらは強力なアンドロゲンであるDHTの生成を阻害する[38]。メタアナリシスでは、多毛症の治療におけるフィナステリドの結果に一貫性がないことが示された[36]。
- フルタミド：純粋な抗アンドロゲン剤である[39]。男性型多毛症の治療において、スピロノラクトン、シプロテロン、フィナステリドと同等以上の効果があることが知られている[44][39]。フルタミドの安全性と有効性は高い[36]。
- GnRHアナログ（英語版）：性腺によるアンドロゲン産生を抑制し、アンドロゲン量を去勢レベルまで低下させる[45]。
- メトホルミン：インスリン抵抗性改善薬の一つであり、糖尿病およびインスリン抵抗性に伴う多毛症（例、多嚢胞性卵巣症候群）の治療に用いられる抗高血糖薬である。メトホルミンは多毛症の治療には効果がないと思われるが、エビデンスの質は低い[36]。
- スピロノラクトン：抗鉱質コルチコイド薬であり、高用量で抗アンドロゲン作用も併せ持つ[46][39]。

### その他の治療法
- 美容電気脱毛（英語版）
- 除毛
- レーザー脱毛
- 剃毛
- ワックス脱毛
- 過体重やインスリン抵抗性の改善を目的とする生活習慣の見直し―インスリン抵抗性は女性のテストステロン量を過剰にし、男性型多毛症を生じさせる可能性がある[47]。